# Regeringen Roman II
Regeringen Roman II var Rumäniens regering mellan 28 juni 1990 och 30 april 1991. Regeringen leddes av premiärministern Petre Roman och bestod av ministrar från Nationella räddningsfronten (FSN) samt partilösa ministrar. Den efterträddes av regeringen Roman III.

## Ministrar[1][2]
| Bild | Titel                                                                  | Namn                        | Parti | Parti     | Tillträdde    | Avgick            |  |
| ---- | ---------------------------------------------------------------------- | --------------------------- | ----- | --------- | ------------- | ----------------- |  |
|      | Premiärminister                                                        | Petre Roman                 |       | FSN       | 28 juni 1990  | 26 september 1991 |  |
|      | Vice premiärminister                                                   | Anton Vătășescu             |       | FSN       | 28 juni 1990  | 30 april 1991     |  |
|      | Vice premiärminister                                                   | Eugen Dijmărescu            |       | FSN       | 28 juni 1990  | 30 april 1991     |  |
|      | Vice premiärminister                                                   | Ion Aurel Stoica            |       | FSN       | 28 juni 1990  | 21 februari 1991  |  |
|      | Vice premiärminister                                                   | Dan Mircea Popescu          |       | FSN       | 30 april 1991 | 16 oktober 1991   |  |
|      | Justitieminister                                                       | Victor Babiuc               |       | FSN       | 30 april 1991 | 16 oktober 1991   |  |
|      | Finansminister                                                         | Theodor Stolojan            |       | oberoende | 28 juni 1990  | 30 april 1991     |  |
|      | Försvarsminister                                                       | Victor Atanasie Stănculescu |       | oberoende | 28 juni 1990  | 30 april 1991     |  |
|      | Kulturminister                                                         | Andrei Pleșu                |       | oberoende | 28 juni 1990  | 16 oktober 1991   |  |
|      | Jordbruks- och livsmedelsindustriminister                              | Ioan Țipu                   |       | FSN       | 28 juni 1990  | 3 juni 1991       |  |
|      | Jordbruks- och livsmedelsindustriminister                              | Petru Mărculescu            |       | FSN       | 15 juli       | 16 oktober 1991   |  |
|      | Utrikesminister                                                        | Adrian Năstase              |       | FSN       | 28 juni 1990  | 16 oktober 1991   |  |
|      | Finansminister                                                         | Eugen Dijmărescu            |       | FSN       | 30 april      | 16 oktober 1991   |  |
|      | Minister för offentliga arbeten, transport och territoriell utveckling | Doru Viorel Ursu            |       | FSN       | 28 juni 1990  | 16 oktober 1991   |  |
|      | Inrikesminister                                                        | Doru Viorel Ursu            |       | FSN       | 28 juni 1990  | 16 oktober 1991   |  |
|      | Utbildningsminister                                                    | Gheorghe Ştefan             |       | FSN       | 28 juni 1990  | 16 oktober 1991   |  |
|      | Miljöminister                                                          | Valeriu Eugen Pop           |       | FSN       | 28 juni 1990  | 16 oktober 1991   |  |
|      | Arbetsmarknadsminister                                                 | Cătălin Zamfir              |       | Oberoende | 28 juni 1990  | 30 april 1991     |  |
|      | Arbetsmarknadsminister                                                 | Mihnea Marmeliuc            |       | Oberoende | 30 april 1991 | 16 oktober 1991   |  |
|      | Transportminister                                                      | Traian Băsescu              |       | FSN       | 30 april 1991 | 16 oktober 1991   |  |
|      | Hälsominister                                                          | Bogdan Marinescu            |       | FSN       | 28 juni 1991  | 16 oktober 1991   |  |
|      | Kommunikationsminister                                                 | Andrei Chirică              |       | FSN       | 28 juni 1991  | 16 oktober 1991   |  |
|      | Industriminister                                                       | Mihai Zisu                  |       | Oberoende | 28 juni 1990  | 30 april 1991     |  |
|      | Handels- och turmismminister                                           | Constantin Fota             |       | FSN       | 28 juni 1990  | 16 oktober 1991   |  |
|      | Ungdoms- och idrottsminister                                           | Bogdan Niculescu-Duvăz      |       | FSN       | 28 juni 1990  | 16 oktober 1991   |  |